# Arctometatarsalia

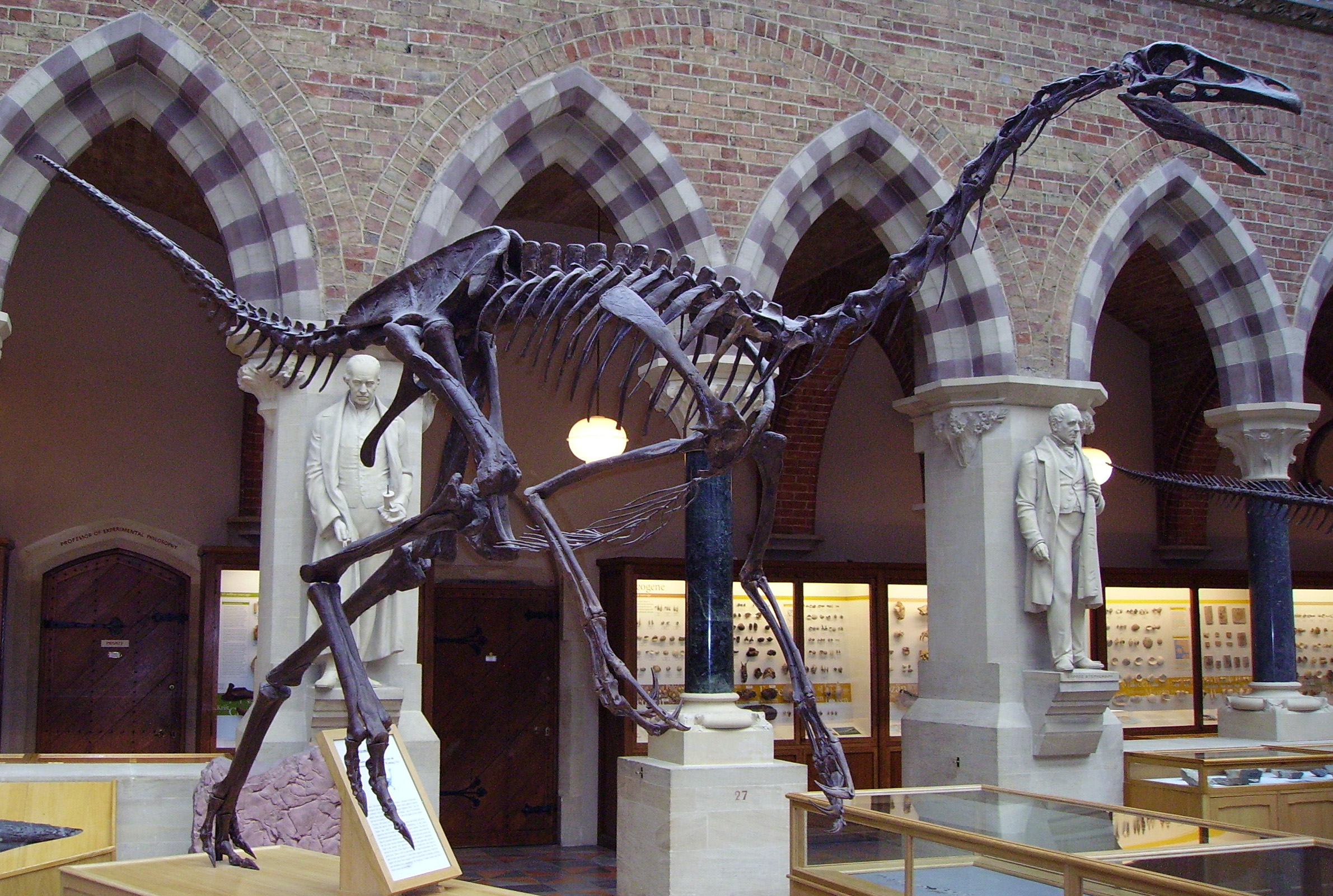
Skelet van de Struthiomimus

De Arctometatarsalia zijn een groep theropode dinosauriërs.
De naam werd bedacht door paleontoloog Thomas Holtz toen hij in 1994 een radicaal nieuwe indeling van de Coelurosauria meende ontdekt te hebben. Hij dacht namelijk dat alle coelurosauriërs met een vernauwd middenvoetsbeen een klade vormden die hij dan ook definieerde als de groep bestaande uit de eerste theropode met een vernauwd toelopend middenvoetsbeen en al zijn afstammelingen. Tot deze groep hoorden volgens hem de Ornithomimosauria, de Tyrannosauroidea, de Troodontidae, de Elmisauridae en het geslacht Avimimus  — maar niet de Maniraptora (althans sensu Holtz).
Al luttele jaren later kwam hij tot de pijnlijke conclusie dat hij de fout gemaakt had te veel waarde te hechten aan een enkele apomorfie en dat het kenmerk een mooi geval was van parallelle evolutie onder nauw verwante groepen. Desalniettemin bleef hij de naam gebruiken maar nu voor een heel ander concept, in 1996 gedefinieerd als: de groep bestaande uit Ornithomimus en alle soorten nauwer verwant aan Ornithomimus dan aan de vogels. In 2000 verving hij de term "vogels" met het wetenschappelijker Neornithes.
Paul Sereno meent dat het begrip overbodig is en wegens zijn beruchte oorsprong te verwarrend voor modern gebruik.